# Mateo Pavlović
Mateo Pavlović (Mostar, Jugoszlávia, 1990. június 9. –) horvát labdarúgó. Az utánpótlás válogatott hátvéd jelenleg a HNK Rijeka játékosa, de kölcsönben a francia AS Saint-Étienne csapatában szerepel.

## Pályafutása

### Klubcsapatban
Pavlović a Dinamo Zagreb ifjúsági csapatában kezdett focizni, majd az NK Zagreb korosztályos csapataiban szerepelt.
2008. november 9-én mutatkozott be a horvát profik között, amikor csapata 4-0 arányban alulmaradt a Hajduk Splittel szemben. 2013-ig több mint 90 alkalommal lépett pályára a horvát bajnokságban és kupaküzdelmekben.
2011-ben több neves európai klub is érdeklődését fejezte ki iránta, így a Bayern München, a Werder Bremen, a VfB Stuttgart és Zenit Szentpétervár is megfigyelte játékát.
2013. január 1-én zágrábi klubja és a Werder Bremen 1,2 millió eurós üzletet kötött, melynek értelmében Pavlović játékjoga 2016-ig a német klubot illeti. A Bundesligában 2013. február 23-án a Bayern elleni 6-1-es vereségen debütált, amikor Thomas Schaaf a 46. percben becserélte Aaron Hunt helyére.
2014. február 5-én a Ferencváros bejelentette, hogy megállapodtak a Werderrel, és Pavlović egy fél évig a magyar rekordbajnok játékosa lesz.

### A válogatottban
Pályafutása elején a bosnyák U17-es válogatottban szerepelt, 2008-ban azonban a horvát válogatottság mellett döntött és több alkalommal is szerepelt az utánpótlás csapatokban.